# نور ورینشن
نور ورینشن (ارمنی: Նոր Վերինշեն؛ ترکی آذربایجانی: Çaykənd) یک منطقهٔ مسکونی در جمهوری آرتساخ است که در استان شاهومیان واقع شده‌است نور ورینشن ۱٬۶۱۸ متر بالاتر از سطح دریا واقع شده‌است.